# Francisco Flores
Francisco Flores Perez, född 17 oktober 1959 i Santa Ana, El Salvador, död 30 januari 2016 i San Salvador, var en salvadoransk politiker och president i El Salvador från 1999 till 2004 och medlem av ARENA-partiet. Han studerade i Massachusetts och Kalifornien, samt tillbringade en tid i Indien med Sathya Sai Baba.